# Jan van Bijlert

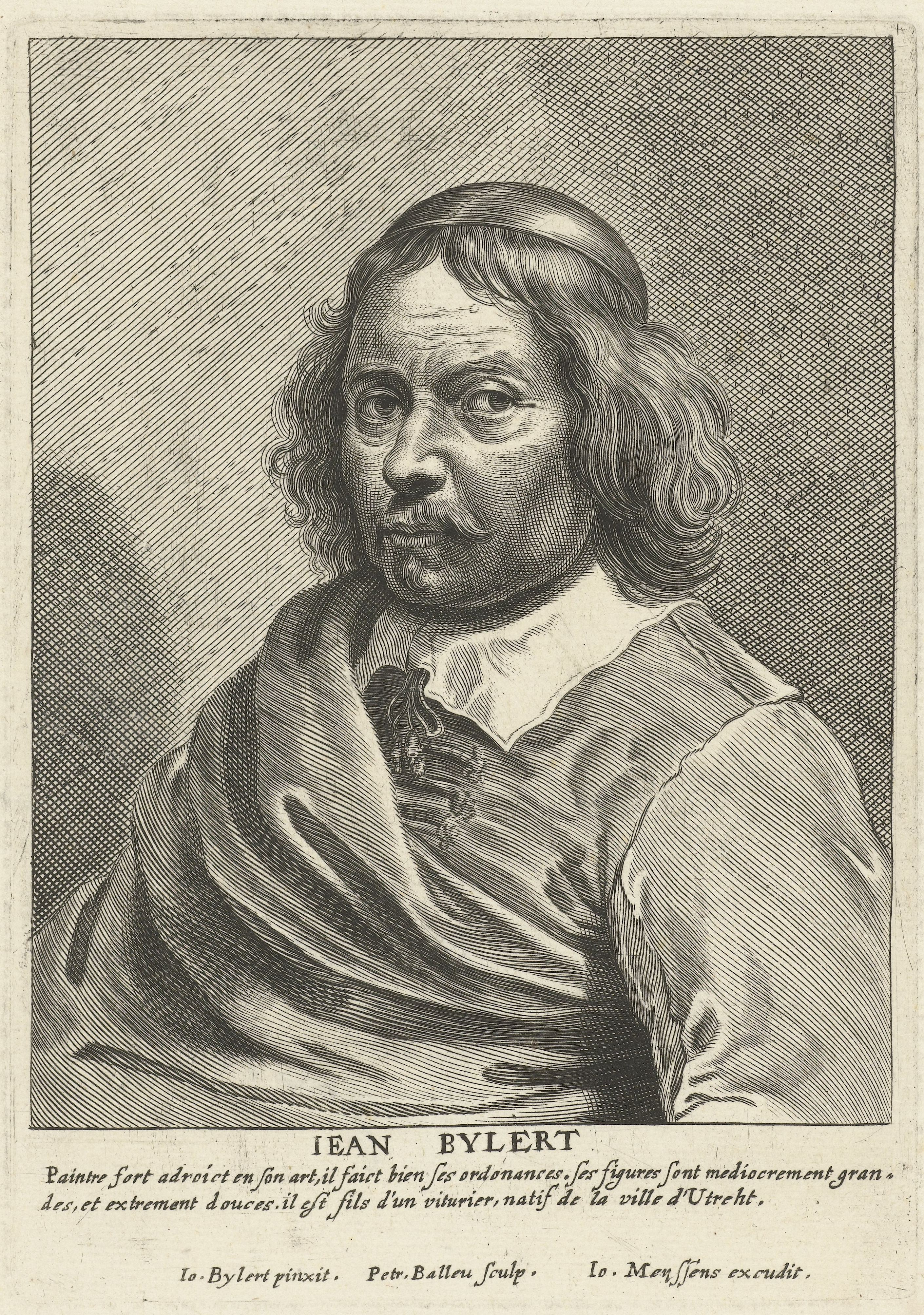
Jan van Bijlert (1598–1671)

Jan van Bijlert, eigentlich Jan Harmensz. van Bijlert, auch Jan van Bylert, Jan van Bylaert oder Giovanni Bilardo, (* um 1598 in Utrecht; † vor dem 13. November 1671 in Utrecht) war ein holländischer Maler. Er zählte zu den Anhängern Caravaggios und wird als einer der Utrechter Caravaggisten bezeichnet.

## Leben
Jan van Bijlert war ein Sohn des Glasmalers Herman van Bijlert, bei dem er zunächst in die Lehre ging. Nach dessen Tod war er, nach Angabe von Sandrart, ab 1616 ein Schüler von Abraham Bloemaert. Nach der Beendigung seiner Lehrzeit unternahm er eine ausgedehnte Studienreise, die ihn zuerst nach Frankreich und dann nach Italien führte. Es folgte ein mehrjähriger Aufenthalt in Rom, wo er wahrscheinlich bis 1624 verblieb und bis 1621 unter dem Namen Giovanni Bilardo nachweisbar ist. Dort traf er unter anderem auf die holländischen Maler Jan Gerritsz Bronchorst, Cornelis van Poelenburgh und Willem Molijn, mit denen er eine niederländische Künstlergemeinschaft gründete. Es ist wahrscheinlich, das Bijlert in dieser Zeit bereits viel gemalt hat, doch lassen sich ihm bis heute keine Werke aus dieser Periode mit Sicherheit zuordnen, was vermutlich daran liegt, dass sein früher Stil vollkommen von seinen späteren Arbeiten abweicht. Nach seinem späteren Stil zu urteilen – die frühesten bekannten Gemälde stammen aus der Mitte der 1620er Jahre – geriet er dort in den Bannkreis von Guido Reni und Caravaggio sowie dessen Nachfolgern, von denen vor allem Gerrit van Honthorst großen Einfluss auf ihn ausübte. 1624 kehrte er dann nach Utrecht zurück, wo er sich endgültig niederließ und 1625 heiratete. 1626 gehörte er zu den Mitbegründern der Utrechter Malergilde, der er ab 1632 wiederholt als Dekan vorstand.
Bijlert war einer der bedeutendsten Maler der Stadt und seine Werke waren sehr gefragt. Laut Houbraken war er auch als Meister sehr gefragt und bildete zahlreiche Lehrlinge aus, zu denen unter anderem Bertram de Fouchier, Ludolf de Jongh, Johannes de Veer, Mattheus Wytmans und Abraham Willaerts gehörten.
Heute gilt Jan van Bijlert als einer der führenden Utrechter Caravaggisten. Er malte vor allem religiöse, mythologische und Genrebilder, betätigte sich aber auch als Porträtmaler. Da er anscheinend kein Landschaftsmaler war, dürften viele Landschaftsdarstellungen auf seinen Bildern von darauf spezialisierten Malern ausgeführt worden sein, wie z. B. Herman Saftleven d. J., dem man die Landschaft auf der Berliner Auffindung Mosis zuweist.

## Werke (Auswahl)
- Amsterdam, Museum Amstelkring
  - Bildnis einer Frau. um 1640–1645
- Amsterdam, Rijksmuseum
  - Bildnis einer Frau.
  - Der Lautenspieler.
  - Betende Frau. (zugeschrieben)
  - Mann in orientalischem Kostüm. (zugeschrieben)
- Barnard Castle, Bowes Museum
  - Schäferin mit großem Hut.
  - Schäfer.
- Berlin, Gemäldegalerie
  - Das Gastmahl von Alexander und Kleitos. 1635
  - Die Auffindung des Moses. um 1630–1640 (Landschaft wahrscheinlich von Herman Saftleven d. J.)
  - Wahrsagerin mit jungem Paar. um 1650
- Braunschweig, Herzog Anton Ulrich-Museum
  - Liebe um Geld. um 1624/25
  - Das Mädchen mit der Laute. um 1630–1635
  - Fladen und Wffelesser. um 1632–1635
  - Maria mit dem Kinde. um 1635 (eventuell Werkstattwiederholung)
- Budapest, Szépmüvészeti Múzeum
  - Alter Mann mit Perlenband in der Hand.
- Cardiff, National Museum of Wales
  - Pilatus wäscht seine Hände in Unschuld.
- Darmstadt, Landesmuseum
  - Bildnis eines kleinen Mädchens.
  - Bildnis eines Knaben.
  - Bildnis eines Mannes.
- Den Haag, Haags Gemeentemuseum
  - Das Konzert. um 1635 – 1645
- Dijon, Musée Magnin
  - Das Fest der Götter
- Göttingen, Kunstsammlung der Universität
  - Bildnis eines vornehmen Mannes.
- Greenville, Bob Jones University Museum & Gallery
  - Die heilige Maria Magdalena wendet sich der Welt Christi zu.
- Hannover, Niedersächsisches Landesmuseum
  - Die Fünf Sinne. circa 1625—1630
- Huissen, Onze Lieve Vrouwekerk
  - Der Heilige Dreieinigkeit von den Heiligen Willebrordus und Bonifatius verehrt.
- Kassel, Gemäldegalerie Alte Meister
  - Eine alte Kupplerin bietet einer jungen Frau Juwelen an (Allegorie der Vanitas). um 1635
- Köln, Wallraf-Richartz-Museum – Fondation Corboud
  - Junger Mann mit Barett. um 1630–1640
  - Mädchen mit Ring. um 1630–1640
- Kopenhagen, Statens Museum for Kunst
  - Junge Frau mit einem Miniaturbild in der Hand.
- Leipzig, Museum der bildenden Künste
  - Der verlorene Sohn bei den Dirnen.
- Linschoten, Huis te Linschoten
  - Gruppenbildnis der Familie des Johan Strick van Linschoten. 1653
- London, National Gallery
  - Gruppenbildnis zweier Frauen und eines älteren Mannes vor einem Haus. um 1660–1670
- Lyon, Musée des Beaux-Arts
  - Kupplerszene. um 1625–1630
- Madrid, Museo Thyssen-Bornemisza
  - Junger Lautenspieler. um 1625
- Marseille, Musée des Beaux-Arts
  - Bildnis eines Mannes. um 1640–1650
  - Bildnis einer Frau. um 1640–1650
- Norfolk, The Chrysler Museum of Art
  - Venus straft Cupido.
- Pasadena, Norton Simon Museum
  - Mann in Rüstung mit Pike. um 1630
- Quimper, Musée des Beaux-Arts de Quimper
  - Caritas. um 1630
  - Die vier Evangelisten.
- Schloss Rohrau, Galerie Harrach
  - Die Pflege des heiligen Sebastian. 1624
- Sibiu, Museum Brukenthal
  - Maria mit dem Kinde und dem Johannesknaben.
  - Alte Frau mit Brille in der Hand.
- St. Petersburg, Eremitage
  - Die fröhliche Gesellschaft.
- Sydney, Art Gallery of New South Wales
  - Junges Mädchen mit Flöte. um 1630
- Tours, Musée des Beaux-Arts
  - Venus und Amor mit einer alten Frau. um 1630
- Utrecht, Museum Catharijneconvent
  - Die berufung des Matthäus. um 1625–1630
- Utrecht, Centraal Museum
  - Der Evangelist Johannes. um 1625–1630
  - Almosensammelnde Bewohner des Utrechter Sind Jobs Gasthuis. um 1625–1630
  - Venus versucht Adonis von der Jagd abzuhalten. um 1630
  - Bildnis eines Mannes (Steven Jansz. van Soestdijck?). um 1630
  - Eine junge Frau weist einen alten, reichen Mann ab. um 1635–1645
  - Die Marketenderin, um 1640, Öl auf Leinwand, 84,5 × 68 cm[1]
  - Kaiser Heinrich IV. 1641
  - Die Heimkehr von der Jagd. um 1640–1650
  - Bildnis einer Frau. um 1640–1650
  - Junge Frau bei der Toilette. um 1650
  - Bildnis eines Mannes. um 1650–1660
  - Heraklit und Demokrit.
  - Die Anbetung der Könige.
- Utrecht, Oud-Katholieke Kerk
  - Die Berufung des Matthäus.
- Warschau, Muzeum Narodowe
  - Bildnis des Johan Strick van Linschoten. 1647
  - Bildnis der Beatrix Gibels. 1650
- Verbleib unbekannt
  - Singender Mann mit Fidel. Um 1624–1630  (am 30. Januar 1998 bei Sotheby’s in New York versteigert)
  - Ein junger Hirte. um 1625–1630 (1998 bei Bernheimer Fine Old Masters in München)
  - Junger Mann mit Kanne. um 1625–1630 (am 5. Juli 1995 bei Sotheby’s in London versteigert)
  - Junger Mann in Fantasiekleidung. um 1630–1640 (am 18. April 2000 bei Sotheby’s in London versteigert)
  - Odysseus bei Circe. um 1630–1640 (am 24. Januar 2002 bei Sotheby’s in New York versteigert)
  - Das Gleichnis vom reichen Mann und dem armen Lazarus. um 1640–1650 (am 31. Januar 1997 bei Christie’s in New York versteigert)
  - Die Fußwaschung der Apostel (am 26. Januar 2005 bei Christie’s in New York versteigert)
  - Junger Mann mit Fackel (am 12. Juli 2001 bei Sotheby’s in London versteigert)
  - Bildnis des Johan van Ravenswaey (1999 bei Jack Kilgore & Co. Inc. in New York)
  - Junger Mann als Schäfer mit Federbarett (zugeschrieben – am 5. Dezember 1995 bei Phillips in London versteigert)
  - Das Urteil des Paris (am 24. April 1995 bei Sotheby’s in New York versteigert)
  - Die Entdeckung von Kallistos Schwangerschaft (am 24. April 1995 bei Sotheby’s in New York versteigert)
  - Maria mit dem Kinde (am 15. Mai 1996 bei Christie’s in New York versteigert)
  - Bildnis eines Mannes. um 1635 (am 8. Mai 1995 bei Christie’s in Amsterdam versteigert)
  - Juno mit einem Pfau (am 1. Juli 1997 bei Phillips Son & Neale in London versteigert)
  - Musizierende Gesellschaft in einem Bordell (zugeschrieben – am 5. Dezember 1998 bei Lempertz in Köln versteigert)

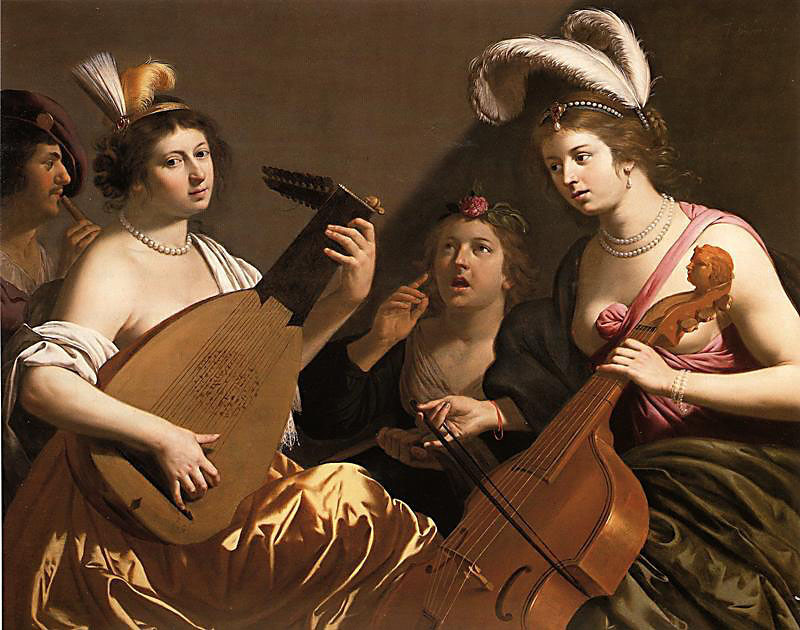
Das Konzert
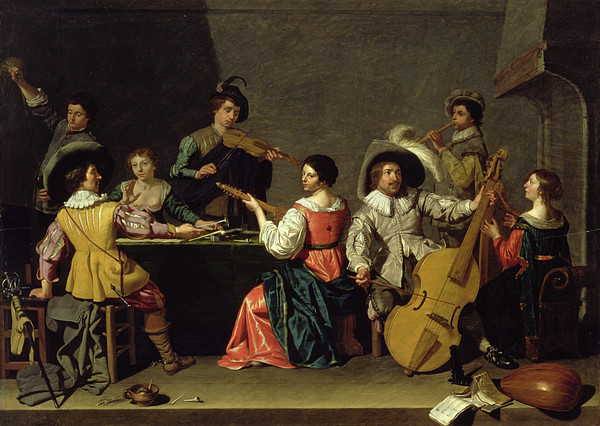
Musikgeseltschaft